# Greger Thorsson
Kjell Greger Thorsson, född 15 augusti 1920 i Malmö, död 26 februari 1999 i Tomelilla, var en svensk journalist, redaktionssekreterare, målare och tecknare.
Han var son till Edvin Thorsson och Anna Larsson. Efter avslutande studier vid ett handelsgymnasium med avlagd examen 1942 arbetade han huvudsakligen som journalist och bedrev sitt konstnärskap som en bisyssla. Han studerade vid Skånska målarskolan i Malmö och genom självstudier under resor till kontinenten. Separat ställde han ut på bland annat Modern konst i hemmiljö och Galerie S:t Nikolaus i Stockholm och tillsammans med Bertil Örjand ställde han ut i Växjö. Hans konst består av romantiska stilleben, fantasikompositioner, kvinnoskildringar utförda i vaxkrita eller olja. Från mitten av 1950-talet blev hans specialitet tidnings- och teaterteckningar.